# Чајков
Чајков (слч. Čajkov) насељено је мјесто са административним статусом сеоске општине (слч. obec) у округу Љевице, у Њитранском крају, Словачка Република.

## Становништво
| Година:    | 1994. | 2004.   | 2014.   | 2024.   |
| ---------- | ----- | ------- | ------- | ------- |
| Број људи: | 1081  | 1034    | 978     | 930     |
| Разлика:   |       | -4,34 % | -5,41 % | -4,90 % |

| Година:    | 2023. | 2024.   |
| ---------- | ----- | ------- |
| Број људи: | 933   | 930     |
| Разлика:   |       | -0,32 % |

Према подацима о броју становника из 2011. године насеље је имало 1.018 становника.